# Platygaster ciliata
Platygaster ciliata är en stekelart som beskrevs av Peter Neerup Buhl och Choi 2006. Platygaster ciliata ingår i släktet Platygaster och familjen gallmyggesteklar. Inga underarter finns listade i Catalogue of Life.